# Banda de Música de Carregosa
Banda de Música de Carregosa é uma orquestra filarmónica de Portugal, com sede em Carregosa, Oliveira de Azeméis.
Fundada a 4 de Fevereiro de 1889 por escritura pública na residência paroquial de Carregosa, intitulada como “Philarmónica de Santa Cecília de Carregosa”, teve como fundadores vários Carregosenses, destacando-se o Exmo Sr. Francisco Vaz da Silva, que foi o primeiro maestro da Banda.
Desde a sua fundação foram regentes:
Francisco Vaz da Silva
João José Correia
Artur Tavares de Pinto
João José Correia Lopes
Armando Pinho Dias
Abílio Nascimento
Álvaro Ribeiro Aguiar
António Aguiar
Justino Fernandes
Constantino Ramadas
António Baptista
Alberto Vieira
Américo Nunes
Amílcar Cunha
Saul Silva, Fernando Costa
José Magalhães
Joaquim Costa
Nélson Jesus
Desde Novembro de 2015 é regente o Professor Valter Palma, natural de Vila Real.
Actualmente denominada por “Banda de Música de Carregosa”, inaugurou a actual sede a 7 de Outubro de 1995 que tem permitido o desenvolvimento qualitativo dos intervenientes da BMC. Tem dois discos editados, em 2002 e em 2009.
Ao longo da sua centenária história, além de várias festas e romarias por todo Portugal, conta com várias digressões à vizinha Espanha, à Ilha da Madeira onde participou na Festa da Flor na cidade do Funchal em Abril de 1997 e ao Brasil onde realizou concertos na cidade de Vassouras e na comunidade portuguesa denominada de Arouca Barra Clube no Rio de Janeiro em Março de 2002.
A 26 de Abril de 2011, no âmbito das comemorações do 175° aniversário do Governo Civil de Aveiro, foi atribuída a Condecoração Honorífica de Mérito Distrital por decisão do mesmo.
A 13 de Julho de 2013 foi condecorada com a mais alta distinção Honorífica da Freguesia de Carregosa, com uma medalha de ouro, passando a figurar na toponímia da respectiva freguesia.
A 26 de Novembro de 2016 obteve o 3 lugar do 1 prémio do CIB que se realizou no Europarque em Santa Maria da Feira. É de realçar que desta colectividade têm saído excelentes executantes para diversas Bandas Civis, Militares e várias Orquestras de renome nacional e internacional fruto do trabalho realizado pela escola de música. A BMC, actualmente é composta por cerca de 65 elementos, na sua maioria jovens, que partilham a paixão de interpretar música por um objectivo comum, elevar o nome da freguesia de Carregosa.